# 周祖翼
周祖翼（1965年1月—），男，浙江天台人。1984年6月加入中国共产党，1989年10月参加工作，中华人民共和国政治人物。现任中共福建省委书记、福建省人大常委会主任、中共二十届中央委员。

## 生平

### 早年经历
1984年7月，毕业于浙江大学地质学系，获理学学士学位。
1989年10月，在同济大学海洋地质与地球物理系获理学博士学位，后留校任教。周祖翼的博士导师为朱夏院士，博士学位论文题目为《福建晚古生代－中生代大陆边缘构造演化》。历任同济大学海洋地质与地球物理系副教授、副系主任。1998年8月，任同济大学理学院党委书记。2002年7月，任同济大学党委副书记，兼任同济大学海洋与地球科学学院院长。2004年12月，兼任同济大学副校长。2007年6月，任同济大学党委常务副书记（正局级）兼副校长。

### 上海市
2008年11月，任中共上海市委组织部副部长（正局级）。期间，上海组织部长是沈红光（2006年10月 - 2011年5月），李希（2011年5月 - 2013年4月）。2011年11月，任同济大学党委书记（副部级）。

### 中组部
2014年8月，调任中共中央组织部部务委员（副部级）兼干部二局局长，进入中央巡视工作领导小组。2016年10月，任中共中央组织部副部长。2018年1月，当选第十三届全国政协委员。

### 中央编办
2019年5月，升任中央机构编制委员会办公室主任（正部长级）。

### 人社部
2022年4月，不再担任中央编办主任，转任中华人民共和国人力资源和社会保障部部长、党组书记。2022年12月30日，不再担任人力资源和社会保障部部长职务。

### 福建省
2022年11月13日，调任中共福建省委书记，成为当时中国最年轻的省委书记之一。
2023年1月15日，当选为福建省人民代表大会常务委员会主任。